# Liste des planètes mineures (807001-808000)
Voici la liste des planètes mineures numérotées de 807001 à 808000. Les planètes mineures sont numérotées lorsque leur orbite est confirmée, ce qui peut parfois se produire longtemps après leur découverte. Elles sont classées ici par leur numéro.

## Planètes mineures 807001 à 808000
- (807001) 2017 DO46
- (807002) 2017 DD53
- (807003) 2017 DK53
- (807004) 2017 DC64
- (807005) 2017 DD64
- (807006) 2017 DO66
- (807007) 2017 DH70
- (807008) 2017 DH82
- (807009) 2017 DQ89
- (807010) 2017 DA100
- (807011) 2017 DS103
- (807012) 2017 DN106
- (807013) 2017 DQ106
- (807014) 2017 DE109
- (807015) 2017 DF109
- (807016) 2017 DH109
- (807017) 2017 DA116
- (807018) 2017 DN120
- (807019) 2017 DK124
- (807020) 2017 DW125
- (807021) 2017 DX129
- (807022) 2017 DZ129
- (807023) 2017 DN130
- (807024) 2017 DM131
- (807025) 2017 DN132
- (807026) 2017 DP137
- (807027) 2017 DR137
- (807028) 2017 DZ137
- (807029) 2017 DT138
- (807030) 2017 DK139
- (807031) 2017 DA141
- (807032) 2017 DZ141
- (807033) 2017 DS146
- (807034) 2017 DK148
- (807035) 2017 DW148
- (807036) 2017 DY148
- (807037) 2017 DY153
- (807038) 2017 DT155
- (807039) 2017 DN158
- (807040) 2017 EC1
- (807041) 2017 EE2
- (807042) 2017 EK2
- (807043) 2017 EO2
- (807044) 2017 EV4
- (807045) 2017 EP10
- (807046) 2017 EK12
- (807047) 2017 EP19
- (807048) 2017 EP23
- (807049) 2017 EB29
- (807050) 2017 EW29
- (807051) 2017 EL30
- (807052) 2017 EH31
- (807053) 2017 ER31
- (807054) 2017 EF32
- (807055) 2017 EG32
- (807056) 2017 EP32
- (807057) 2017 EY32
- (807058) 2017 EE33
- (807059) 2017 ES33
- (807060) 2017 ET33
- (807061) 2017 EO34
- (807062) 2017 EA35
- (807063) 2017 EP36
- (807064) 2017 EB37
- (807065) 2017 EB38
- (807066) 2017 EL38
- (807067) 2017 EB39
- (807068) 2017 ES40
- (807069) 2017 EL41
- (807070) 2017 ER41
- (807071) 2017 ET41
- (807072) 2017 ET42
- (807073) 2017 EZ45
- (807074) 2017 ER47
- (807075) 2017 EF49
- (807076) 2017 EE50
- (807077) 2017 EA55
- (807078) 2017 EB60
- (807079) 2017 EP60
- (807080) 2017 FF2
- (807081) 2017 FK2
- (807082) 2017 FY3
- (807083) 2017 FP4
- (807084) 2017 FQ6
- (807085) 2017 FY6
- (807086) 2017 FG25
- (807087) 2017 FT25
- (807088) 2017 FE28
- (807089) 2017 FV40
- (807090) 2017 FE54
- (807091) 2017 FC55
- (807092) 2017 FF57
- (807093) 2017 FJ57
- (807094) 2017 FO57
- (807095) 2017 FZ58
- (807096) 2017 FS61
- (807097) 2017 FF64
- (807098) 2017 FJ70
- (807099) 2017 FU78
- (807100) 2017 FO79
- (807101) 2017 FO80
- (807102) 2017 FN86
- (807103) 2017 FT86
- (807104) 2017 FO88
- (807105) 2017 FB90
- (807106) 2017 FB91
- (807107) 2017 FH92
- (807108) 2017 FR93
- (807109) 2017 FL95
- (807110) 2017 FE102
- (807111) 2017 FG102
- (807112) 2017 FD103
- (807113) 2017 FN110
- (807114) 2017 FL116
- (807115) 2017 FN116
- (807116) 2017 FD118
- (807117) 2017 FS118
- (807118) 2017 FV119
- (807119) 2017 FA122
- (807120) 2017 FF123
- (807121) 2017 FY127
- (807122) 2017 FX133
- (807123) 2017 FD135
- (807124) 2017 FO135
- (807125) 2017 FM137
- (807126) 2017 FE144
- (807127) 2017 FA145
- (807128) 2017 FJ145
- (807129) 2017 FU146
- (807130) 2017 FG147
- (807131) 2017 FN148
- (807132) 2017 FP150
- (807133) 2017 FY150
- (807134) 2017 FZ153
- (807135) 2017 FY157
- (807136) 2017 FL158
- (807137) 2017 FH160
- (807138) 2017 FL164
- (807139) 2017 FS164
- (807140) 2017 FY165
- (807141) 2017 FH167
- (807142) 2017 FA169
- (807143) 2017 FT169
- (807144) 2017 FB170
- (807145) 2017 FC170
- (807146) 2017 FT170
- (807147) 2017 FA171
- (807148) 2017 FH173
- (807149) 2017 FM173
- (807150) 2017 FT175
- (807151) 2017 FO176
- (807152) 2017 FA177
- (807153) 2017 FL177
- (807154) 2017 FK178
- (807155) 2017 FQ178
- (807156) 2017 FS178
- (807157) 2017 FV178
- (807158) 2017 FT180
- (807159) 2017 FR181
- (807160) 2017 FN183
- (807161) 2017 FO183
- (807162) 2017 FY186
- (807163) 2017 FG188
- (807164) 2017 FT188
- (807165) 2017 FV188
- (807166) 2017 FD189
- (807167) 2017 FL190
- (807168) 2017 FW191
- (807169) 2017 FL193
- (807170) 2017 FS194
- (807171) 2017 FT194
- (807172) 2017 FU195
- (807173) 2017 FX195
- (807174) 2017 FD196
- (807175) 2017 FY196
- (807176) 2017 FL197
- (807177) 2017 FP199
- (807178) 2017 FB201
- (807179) 2017 FM201
- (807180) 2017 FK203
- (807181) 2017 FV205
- (807182) 2017 FP207
- (807183) 2017 FW207
- (807184) 2017 FO209
- (807185) 2017 FH210
- (807186) 2017 FN214
- (807187) 2017 FM216
- (807188) 2017 FU218
- (807189) 2017 FN220
- (807190) 2017 FF224
- (807191) 2017 FV224
- (807192) 2017 FX249
- (807193) 2017 FX253
- (807194) 2017 GP
- (807195) 2017 GB3
- (807196) 2017 GE3
- (807197) 2017 GY5
- (807198) 2017 GD7
- (807199) 2017 GW7
- (807200) 2017 GA10
- (807201) 2017 GS10
- (807202) 2017 GF11
- (807203) 2017 GN11
- (807204) 2017 GU11
- (807205) 2017 GE12
- (807206) 2017 GX14
- (807207) 2017 GY15
- (807208) 2017 GZ15
- (807209) 2017 GO16
- (807210) 2017 GV16
- (807211) 2017 GY16
- (807212) 2017 GA17
- (807213) 2017 GJ18
- (807214) 2017 GV19
- (807215) 2017 GW19
- (807216) 2017 GM20
- (807217) 2017 GP20
- (807218) 2017 GQ20
- (807219) 2017 GU20
- (807220) 2017 GZ20
- (807221) 2017 GB21
- (807222) 2017 GL21
- (807223) 2017 GP21
- (807224) 2017 GC22
- (807225) 2017 GA23
- (807226) 2017 GL23
- (807227) 2017 GV23
- (807228) 2017 GO25
- (807229) 2017 GA31
- (807230) 2017 GQ31
- (807231) 2017 HM1
- (807232) 2017 HY1
- (807233) 2017 HL2
- (807234) 2017 HR2
- (807235) 2017 HS2
- (807236) 2017 HO8
- (807237) 2017 HG11
- (807238) 2017 HA21
- (807239) 2017 HC22
- (807240) 2017 HF22
- (807241) 2017 HA24
- (807242) 2017 HY25
- (807243) 2017 HF28
- (807244) 2017 HN28
- (807245) 2017 HP30
- (807246) 2017 HP37
- (807247) 2017 HC38
- (807248) 2017 HS39
- (807249) 2017 HR44
- (807250) 2017 HG45
- (807251) 2017 HA47
- (807252) 2017 HV50
- (807253) 2017 HY51
- (807254) 2017 HA64
- (807255) 2017 HN64
- (807256) 2017 HR64
- (807257) 2017 HN66
- (807258) 2017 HV66
- (807259) 2017 HF67
- (807260) 2017 HH69
- (807261) 2017 HQ69
- (807262) 2017 HU69
- (807263) 2017 HW69
- (807264) 2017 HK70
- (807265) 2017 HU70
- (807266) 2017 HV70
- (807267) 2017 HD72
- (807268) 2017 HA73
- (807269) 2017 HQ73
- (807270) 2017 HU73
- (807271) 2017 HW73
- (807272) 2017 HU74
- (807273) 2017 HX74
- (807274) 2017 HA75
- (807275) 2017 HJ75
- (807276) 2017 HN75
- (807277) 2017 HP75
- (807278) 2017 HH76
- (807279) 2017 HC77
- (807280) 2017 HE77
- (807281) 2017 HL77
- (807282) 2017 HM77
- (807283) 2017 HR77
- (807284) 2017 HT77
- (807285) 2017 HD78
- (807286) 2017 HO78
- (807287) 2017 HX78
- (807288) 2017 HY78
- (807289) 2017 HL79
- (807290) 2017 HV79
- (807291) 2017 HD82
- (807292) 2017 HE83
- (807293) 2017 HH83
- (807294) 2017 HJ83
- (807295) 2017 HO83
- (807296) 2017 HB84
- (807297) 2017 HO86
- (807298) 2017 HP86
- (807299) 2017 HY86
- (807300) 2017 HC87
- (807301) 2017 HT88
- (807302) 2017 HW88
- (807303) 2017 HC91
- (807304) 2017 HR93
- (807305) 2017 HF95
- (807306) 2017 HB96
- (807307) 2017 HH98
- (807308) 2017 HL98
- (807309) 2017 HP99
- (807310) 2017 HQ100
- (807311) 2017 HO102
- (807312) 2017 HT102
- (807313) 2017 HY102
- (807314) 2017 HO103
- (807315) 2017 HT103
- (807316) 2017 HR104
- (807317) 2017 HX104
- (807318) 2017 HF105
- (807319) 2017 HK105
- (807320) 2017 HS105
- (807321) 2017 HJ106
- (807322) 2017 HL115
- (807323) 2017 HO115
- (807324) 2017 JP
- (807325) 2017 JX2
- (807326) 2017 JW5
- (807327) 2017 JQ6
- (807328) 2017 JA7
- (807329) 2017 JE8
- (807330) 2017 JQ8
- (807331) 2017 JA9
- (807332) 2017 JC9
- (807333) 2017 JT9
- (807334) 2017 JB11
- (807335) 2017 JV11
- (807336) 2017 JQ13
- (807337) 2017 KR1
- (807338) 2017 KW1
- (807339) 2017 KN6
- (807340) 2017 KU6
- (807341) 2017 KJ8
- (807342) 2017 KU8
- (807343) 2017 KD12
- (807344) 2017 KP12
- (807345) 2017 KP14
- (807346) 2017 KR14
- (807347) 2017 KM15
- (807348) 2017 KR15
- (807349) 2017 KO16
- (807350) 2017 KO20
- (807351) 2017 KW21
- (807352) 2017 KN23
- (807353) 2017 KO26
- (807354) 2017 KJ28
- (807355) 2017 KK28
- (807356) 2017 KL28
- (807357) 2017 KW28
- (807358) 2017 KB30
- (807359) 2017 KF32
- (807360) 2017 KR36
- (807361) 2017 KY36
- (807362) 2017 KX37
- (807363) 2017 KJ38
- (807364) 2017 KL38
- (807365) 2017 KU38
- (807366) 2017 KP40
- (807367) 2017 KU40
- (807368) 2017 KV40
- (807369) 2017 KZ40
- (807370) 2017 KK41
- (807371) 2017 KL41
- (807372) 2017 KO41
- (807373) 2017 KP41
- (807374) 2017 KS41
- (807375) 2017 KU41
- (807376) 2017 KX41
- (807377) 2017 KA42
- (807378) 2017 KB42
- (807379) 2017 KG42
- (807380) 2017 KH42
- (807381) 2017 KA47
- (807382) 2017 KU48
- (807383) 2017 KN50
- (807384) 2017 KC53
- (807385) 2017 LH2
- (807386) 2017 LA3
- (807387) 2017 LK3
- (807388) 2017 LN4
- (807389) 2017 MK1
- (807390) 2017 MP1
- (807391) 2017 MV1
- (807392) 2017 MB2
- (807393) 2017 MX4
- (807394) 2017 MH8
- (807395) 2017 MG9
- (807396) 2017 MW9
- (807397) 2017 MB12
- (807398) 2017 MD12
- (807399) 2017 MN12
- (807400) 2017 MA14
- (807401) 2017 MB14
- (807402) 2017 MX14
- (807403) 2017 MS15
- (807404) 2017 MQ16
- (807405) 2017 MB18
- (807406) 2017 MN18
- (807407) 2017 MQ18
- (807408) 2017 MT18
- (807409) 2017 MF19
- (807410) 2017 MH19
- (807411) 2017 MK19
- (807412) 2017 ML19
- (807413) 2017 MP19
- (807414) 2017 MV19
- (807415) 2017 MC20
- (807416) 2017 MH20
- (807417) 2017 MK20
- (807418) 2017 MR20
- (807419) 2017 MZ20
- (807420) 2017 MR22
- (807421) 2017 MF24
- (807422) 2017 MH25
- (807423) 2017 MU25
- (807424) 2017 MJ26
- (807425) 2017 ML26
- (807426) 2017 MO26
- (807427) 2017 MF30
- (807428) 2017 MN31
- (807429) 2017 MB32
- (807430) 2017 MF32
- (807431) 2017 MH32
- (807432) 2017 MD34
- (807433) 2017 MJ35
- (807434) 2017 MJ36
- (807435) 2017 MT41
- (807436) 2017 NT1
- (807437) 2017 NO7
- (807438) 2017 NM8
- (807439) 2017 NZ11
- (807440) 2017 NN12
- (807441) 2017 NJ13
- (807442) 2017 NL13
- (807443) 2017 NG14
- (807444) 2017 NC16
- (807445) 2017 NJ16
- (807446) 2017 NY17
- (807447) 2017 NH18
- (807448) 2017 NV18
- (807449) 2017 NS19
- (807450) 2017 NS26
- (807451) 2017 NH27
- (807452) 2017 OJ
- (807453) 2017 OJ4
- (807454) 2017 OR5
- (807455) 2017 OZ10
- (807456) 2017 OD12
- (807457) 2017 OF17
- (807458) 2017 OU19
- (807459) 2017 OE23
- (807460) 2017 OX25
- (807461) 2017 OS27
- (807462) 2017 OH28
- (807463) 2017 OU29
- (807464) 2017 OP30
- (807465) 2017 OQ37
- (807466) 2017 OK39
- (807467) 2017 OA40
- (807468) 2017 OD47
- (807469) 2017 OU48
- (807470) 2017 OZ48
- (807471) 2017 OE49
- (807472) 2017 OY50
- (807473) 2017 OF55
- (807474) 2017 OC58
- (807475) 2017 OM58
- (807476) 2017 OT59
- (807477) 2017 OY60
- (807478) 2017 OD61
- (807479) 2017 OM62
- (807480) 2017 OB63
- (807481) 2017 OP65
- (807482) 2017 OW69
- (807483) 2017 OL73
- (807484) 2017 ON76
- (807485) 2017 OT76
- (807486) 2017 OA77
- (807487) 2017 OP78
- (807488) 2017 OB79
- (807489) 2017 OO80
- (807490) 2017 OQ80
- (807491) 2017 ON82
- (807492) 2017 OR85
- (807493) 2017 OG87
- (807494) 2017 OS87
- (807495) 2017 ON88
- (807496) 2017 OS88
- (807497) 2017 OA90
- (807498) 2017 OC90
- (807499) 2017 OF90
- (807500) 2017 OP90
- (807501) 2017 OT90
- (807502) 2017 OX90
- (807503) 2017 OC91
- (807504) 2017 OC92
- (807505) 2017 OO92
- (807506) 2017 OZ94
- (807507) 2017 OA96
- (807508) 2017 OJ96
- (807509) 2017 OK96
- (807510) 2017 OP99
- (807511) 2017 OW99
- (807512) 2017 OC101
- (807513) 2017 OG101
- (807514) 2017 OA102
- (807515) 2017 OV104
- (807516) 2017 ON106
- (807517) 2017 OT106
- (807518) 2017 OJ107
- (807519) 2017 OY107
- (807520) 2017 OA113
- (807521) 2017 OR113
- (807522) 2017 OU113
- (807523) 2017 OX113
- (807524) 2017 OJ114
- (807525) 2017 OB115
- (807526) 2017 OK115
- (807527) 2017 OW116
- (807528) 2017 OS117
- (807529) 2017 OU117
- (807530) 2017 OA118
- (807531) 2017 OM118
- (807532) 2017 ON119
- (807533) 2017 OF120
- (807534) 2017 ON120
- (807535) 2017 OQ120
- (807536) 2017 OW120
- (807537) 2017 OH121
- (807538) 2017 OP121
- (807539) 2017 OQ121
- (807540) 2017 OB122
- (807541) 2017 OD122
- (807542) 2017 OO122
- (807543) 2017 OQ122
- (807544) 2017 OS122
- (807545) 2017 OA123
- (807546) 2017 OS124
- (807547) 2017 OY129
- (807548) 2017 OV132
- (807549) 2017 OE138
- (807550) 2017 OY139
- (807551) 2017 ON140
- (807552) 2017 OP141
- (807553) 2017 OQ141
- (807554) 2017 OR141
- (807555) 2017 OA142
- (807556) 2017 OB143
- (807557) 2017 OH144
- (807558) 2017 OF146
- (807559) 2017 OF147
- (807560) 2017 OL148
- (807561) 2017 OJ149
- (807562) 2017 OC150
- (807563) 2017 OG150
- (807564) 2017 OB151
- (807565) 2017 OD151
- (807566) 2017 OB152
- (807567) 2017 OJ152
- (807568) 2017 OK152
- (807569) 2017 OW152
- (807570) 2017 OJ153
- (807571) 2017 OS156
- (807572) 2017 OU166
- (807573) 2017 OM169
- (807574) 2017 OO169
- (807575) 2017 OY179
- (807576) 2017 OZ180
- (807577) 2017 OP181
- (807578) 2017 OF182
- (807579) 2017 OV199
- (807580) 2017 PU1
- (807581) 2017 PK4
- (807582) 2017 PQ5
- (807583) 2017 PY7
- (807584) 2017 PL10
- (807585) 2017 PB11
- (807586) 2017 PK11
- (807587) 2017 PO11
- (807588) 2017 PM16
- (807589) 2017 PV17
- (807590) 2017 PE22
- (807591) 2017 PK28
- (807592) 2017 PC30
- (807593) 2017 PJ36
- (807594) 2017 PP39
- (807595) 2017 PV39
- (807596) 2017 PO40
- (807597) 2017 PO41
- (807598) 2017 PW41
- (807599) 2017 PX41
- (807600) 2017 PD42
- (807601) 2017 PA43
- (807602) 2017 PQ46
- (807603) 2017 PR46
- (807604) 2017 PA50
- (807605) 2017 PN51
- (807606) 2017 PM52
- (807607) 2017 PB53
- (807608) 2017 PH55
- (807609) 2017 PK59
- (807610) 2017 PM59
- (807611) 2017 PJ61
- (807612) 2017 PQ61
- (807613) 2017 PX61
- (807614) 2017 PY61
- (807615) 2017 PG64
- (807616) 2017 PP64
- (807617) 2017 PD72
- (807618) 2017 PK75
- (807619) 2017 PF79
- (807620) 2017 PB86
- (807621) 2017 QM3
- (807622) 2017 QJ7
- (807623) 2017 QT7
- (807624) 2017 QM12
- (807625) 2017 QG15
- (807626) 2017 QQ18
- (807627) 2017 QV18
- (807628) 2017 QH22
- (807629) 2017 QB23
- (807630) 2017 QK25
- (807631) 2017 QR29
- (807632) 2017 QE30
- (807633) 2017 QL30
- (807634) 2017 QT31
- (807635) 2017 QS36
- (807636) 2017 QQ38
- (807637) 2017 QN40
- (807638) 2017 QL45
- (807639) 2017 QV48
- (807640) 2017 QP51
- (807641) 2017 QU52
- (807642) 2017 QV55
- (807643) 2017 QQ56
- (807644) 2017 QK57
- (807645) 2017 QC59
- (807646) 2017 QX60
- (807647) 2017 QY64
- (807648) 2017 QU66
- (807649) 2017 QH68
- (807650) 2017 QV71
- (807651) 2017 QX72
- (807652) 2017 QK77
- (807653) 2017 QQ78
- (807654) 2017 QA79
- (807655) 2017 QM83
- (807656) 2017 QS83
- (807657) 2017 QO87
- (807658) 2017 QX87
- (807659) 2017 QK88
- (807660) 2017 QB90
- (807661) 2017 QH90
- (807662) 2017 QS90
- (807663) 2017 QL93
- (807664) 2017 QN93
- (807665) 2017 QM96
- (807666) 2017 QU97
- (807667) 2017 QJ98
- (807668) 2017 QN98
- (807669) 2017 QX99
- (807670) 2017 QN100
- (807671) 2017 QW102
- (807672) 2017 QQ104
- (807673) 2017 QY104
- (807674) 2017 QA107
- (807675) 2017 QQ108
- (807676) 2017 QB109
- (807677) 2017 QK109
- (807678) 2017 QJ111
- (807679) 2017 QH113
- (807680) 2017 QP113
- (807681) 2017 QQ113
- (807682) 2017 QQ115
- (807683) 2017 QS115
- (807684) 2017 QK116
- (807685) 2017 QM116
- (807686) 2017 QX116
- (807687) 2017 QL117
- (807688) 2017 QY117
- (807689) 2017 QZ118
- (807690) 2017 QK119
- (807691) 2017 QO119
- (807692) 2017 QL120
- (807693) 2017 QE121
- (807694) 2017 QG121
- (807695) 2017 QQ121
- (807696) 2017 QX121
- (807697) 2017 QS122
- (807698) 2017 QD123
- (807699) 2017 QT124
- (807700) 2017 QW126
- (807701) 2017 QP141
- (807702) 2017 QU141
- (807703) 2017 QV141
- (807704) 2017 QW145
- (807705) 2017 QO147
- (807706) 2017 QE149
- (807707) 2017 QP149
- (807708) 2017 QU149
- (807709) 2017 QB152
- (807710) 2017 QJ152
- (807711) 2017 QP153
- (807712) 2017 QC154
- (807713) 2017 QQ154
- (807714) 2017 QX154
- (807715) 2017 QQ155
- (807716) 2017 QT155
- (807717) 2017 QF158
- (807718) 2017 QP158
- (807719) 2017 QV158
- (807720) 2017 QG159
- (807721) 2017 QJ159
- (807722) 2017 QH160
- (807723) 2017 QS160
- (807724) 2017 QO161
- (807725) 2017 QW161
- (807726) 2017 QH162
- (807727) 2017 QG164
- (807728) 2017 QR164
- (807729) 2017 QO165
- (807730) 2017 QP171
- (807731) 2017 QY179
- (807732) 2017 QO181
- (807733) 2017 QK182
- (807734) 2017 QT184
- (807735) 2017 QQ185
- (807736) 2017 QV186
- (807737) 2017 QO187
- (807738) 2017 QJ188
- (807739) 2017 QR217
- (807740) 2017 QZ217
- (807741) 2017 QA218
- (807742) 2017 RM
- (807743) 2017 RR8
- (807744) 2017 RQ11
- (807745) 2017 RB17
- (807746) 2017 RC19
- (807747) 2017 RK19
- (807748) 2017 RP23
- (807749) 2017 RD27
- (807750) 2017 RW29
- (807751) 2017 RW31
- (807752) 2017 RO32
- (807753) 2017 RS33
- (807754) 2017 RJ35
- (807755) 2017 RE36
- (807756) 2017 RG36
- (807757) 2017 RD37
- (807758) 2017 RE37
- (807759) 2017 RT38
- (807760) 2017 RF40
- (807761) 2017 RR40
- (807762) 2017 RS41
- (807763) 2017 RV42
- (807764) 2017 RJ43
- (807765) 2017 RX43
- (807766) 2017 RA46
- (807767) 2017 RP47
- (807768) 2017 RA53
- (807769) 2017 RQ53
- (807770) 2017 RR54
- (807771) 2017 RU54
- (807772) 2017 RJ59
- (807773) 2017 RO59
- (807774) 2017 RC62
- (807775) 2017 RX63
- (807776) 2017 RB65
- (807777) 2017 RH66
- (807778) 2017 RC67
- (807779) 2017 RN71
- (807780) 2017 RE72
- (807781) 2017 RA74
- (807782) 2017 RK82
- (807783) 2017 RL87
- (807784) 2017 RR91
- (807785) 2017 RG92
- (807786) 2017 RC94
- (807787) 2017 RM94
- (807788) 2017 RR94
- (807789) 2017 RX98
- (807790) 2017 RR100
- (807791) 2017 RW101
- (807792) 2017 RT102
- (807793) 2017 RK106
- (807794) 2017 RP106
- (807795) 2017 RZ106
- (807796) 2017 RB108
- (807797) 2017 RR108
- (807798) 2017 RE117
- (807799) 2017 RQ118
- (807800) 2017 RW118
- (807801) 2017 RW119
- (807802) 2017 RO120
- (807803) 2017 RX120
- (807804) 2017 RZ120
- (807805) 2017 RM121
- (807806) 2017 RK124
- (807807) 2017 RE128
- (807808) 2017 RJ129
- (807809) 2017 RX130
- (807810) 2017 RX131
- (807811) 2017 RP132
- (807812) 2017 RM133
- (807813) 2017 RN135
- (807814) 2017 RP142
- (807815) 2017 RH143
- (807816) 2017 RM151
- (807817) 2017 RR151
- (807818) 2017 RW151
- (807819) 2017 RX151
- (807820) 2017 RZ151
- (807821) 2017 RU152
- (807822) 2017 RD154
- (807823) 2017 RQ154
- (807824) 2017 RT154
- (807825) 2017 RE155
- (807826) 2017 RH156
- (807827) 2017 RD157
- (807828) 2017 RW157
- (807829) 2017 RS164
- (807830) 2017 SL4
- (807831) 2017 SD5
- (807832) 2017 SP6
- (807833) 2017 SJ7
- (807834) 2017 SW10
- (807835) 2017 SA17
- (807836) 2017 SL27
- (807837) 2017 SH28
- (807838) 2017 SU28
- (807839) 2017 SV28
- (807840) 2017 ST34
- (807841) 2017 SS35
- (807842) 2017 SP36
- (807843) 2017 SV41
- (807844) 2017 SJ42
- (807845) 2017 SY42
- (807846) 2017 ST44
- (807847) 2017 SB49
- (807848) 2017 SN49
- (807849) 2017 SG52
- (807850) 2017 SX52
- (807851) 2017 SZ52
- (807852) 2017 SA53
- (807853) 2017 SK54
- (807854) 2017 SA56
- (807855) 2017 SP56
- (807856) 2017 SA59
- (807857) 2017 SO63
- (807858) 2017 SV63
- (807859) 2017 SU67
- (807860) 2017 SZ67
- (807861) 2017 SQ69
- (807862) 2017 SX69
- (807863) 2017 SK71
- (807864) 2017 SL71
- (807865) 2017 SM72
- (807866) 2017 SE75
- (807867) 2017 SB78
- (807868) 2017 SX78
- (807869) 2017 SG79
- (807870) 2017 SN79
- (807871) 2017 SE83
- (807872) 2017 SM84
- (807873) 2017 SA85
- (807874) 2017 SZ88
- (807875) 2017 SM92
- (807876) 2017 SO92
- (807877) 2017 SB93
- (807878) 2017 SR96
- (807879) 2017 SV102
- (807880) 2017 SV103
- (807881) 2017 SZ103
- (807882) 2017 SG110
- (807883) 2017 SP110
- (807884) 2017 SJ116
- (807885) 2017 ST118
- (807886) 2017 SM125
- (807887) 2017 SG127
- (807888) 2017 SV127
- (807889) 2017 SL130
- (807890) 2017 SR132
- (807891) 2017 SY133
- (807892) 2017 ST134
- (807893) 2017 SZ134
- (807894) 2017 SB135
- (807895) 2017 SE135
- (807896) 2017 SN137
- (807897) 2017 SX143
- (807898) 2017 SF144
- (807899) 2017 SX144
- (807900) 2017 SJ145
- (807901) 2017 SF146
- (807902) 2017 SP151
- (807903) 2017 SY151
- (807904) 2017 SK152
- (807905) 2017 SV154
- (807906) 2017 SV163
- (807907) 2017 SP168
- (807908) 2017 SZ172
- (807909) 2017 SB180
- (807910) 2017 SM181
- (807911) 2017 SB188
- (807912) 2017 SN188
- (807913) 2017 SW188
- (807914) 2017 SZ188
- (807915) 2017 SB189
- (807916) 2017 SC189
- (807917) 2017 SG189
- (807918) 2017 SL189
- (807919) 2017 SM189
- (807920) 2017 SR189
- (807921) 2017 SW189
- (807922) 2017 SX189
- (807923) 2017 SL190
- (807924) 2017 SO191
- (807925) 2017 SZ193
- (807926) 2017 SM196
- (807927) 2017 SA197
- (807928) 2017 SC197
- (807929) 2017 SK197
- (807930) 2017 SJ199
- (807931) 2017 SS199
- (807932) 2017 SE200
- (807933) 2017 SN200
- (807934) 2017 SR200
- (807935) 2017 SX200
- (807936) 2017 SA201
- (807937) 2017 SL201
- (807938) 2017 ST201
- (807939) 2017 SX201
- (807940) 2017 SB202
- (807941) 2017 SD202
- (807942) 2017 SO202
- (807943) 2017 SU202
- (807944) 2017 SA203
- (807945) 2017 SX203
- (807946) 2017 SC204
- (807947) 2017 SE204
- (807948) 2017 ST204
- (807949) 2017 SY205
- (807950) 2017 SQ206
- (807951) 2017 SQ207
- (807952) 2017 SU207
- (807953) 2017 SH208
- (807954) 2017 SM208
- (807955) 2017 SN208
- (807956) 2017 SY208
- (807957) 2017 SM209
- (807958) 2017 SN209
- (807959) 2017 SY209
- (807960) 2017 SG210
- (807961) 2017 SK210
- (807962) 2017 SH212
- (807963) 2017 SG213
- (807964) 2017 SD215
- (807965) 2017 SP218
- (807966) 2017 SU218
- (807967) 2017 SV218
- (807968) 2017 SQ219
- (807969) 2017 SF220
- (807970) 2017 SO220
- (807971) 2017 SG221
- (807972) 2017 SM221
- (807973) 2017 SU221
- (807974) 2017 SP223
- (807975) 2017 SE224
- (807976) 2017 SL224
- (807977) 2017 SY225
- (807978) 2017 SM226
- (807979) 2017 SV226
- (807980) 2017 SW228
- (807981) 2017 SM234
- (807982) 2017 SE237
- (807983) 2017 SG238
- (807984) 2017 SP239
- (807985) 2017 SW239
- (807986) 2017 SN242
- (807987) 2017 SQ242
- (807988) 2017 SJ243
- (807989) 2017 SL243
- (807990) 2017 ST243
- (807991) 2017 SB245
- (807992) 2017 SK249
- (807993) 2017 SL249
- (807994) 2017 SU249
- (807995) 2017 SW249
- (807996) 2017 SK251
- (807997) 2017 SO252
- (807998) 2017 SA253
- (807999) 2017 ST253
- (808000) 2017 SK254